# VF Corporation
VF Corporation è un'azienda di abbigliamento statunitense con sede a Denver, Colorado e quotata alla Borsa di New York. È organizzata in tre divisioni: Outdoor, Active e Work. È la più grande azienda a livello mondiale nel settore dell'abbigliamento per il lavoro e controlla il 55% del mercato USA degli zaini.

## Storia
La società è stata fondata nel 1899 in Pennsylvania con il nome di Reading Glove and Mitten Manufacturing Company da John Barbey assieme a un gruppo di investitori. Fu avviata con 11 000 dollari in un capannone preso in affitto. Nel 1919 è cominciata la produzione di indumenti intimi e la compagnia ha cambiato nome in "Vanity Fair Mills". Le azioni della compagnia sono state vendute sul mercato solo nel 1951.
Nel 1969 VF ha acquisito il produttore di jeans Lee e contemporaneamente il nome della compagnia è cambiato in "VF Corporation" per riflettere il cambio di linea di prodotti. Nel 1986 è stata acquisita la Blue Bell Inc., detentrice dei marchi Wrangler e JanSport, raddoppiando la dimensione dell'azienda.
Nel 1998, VF ha spostato la sede da Wyomissing, Pennsylvania a Greensboro, Carolina del Nord per portare gli uffici più vicini alle attività produttive.
Nel corso del 2007 la multinazionale statunitense è uscita dal settore dell'intimo (in cui era entrata un'ottantina d'anni prima, nel 1919) cedendo l'attività e i marchi dell'intimo (tra cui Vanity Fair, Lilly of France, Vassarette, Bestform, Curvation negli USA e Lou, Gemma, Belcor in Europa) a Fruit of the Loom.
Nel 2011 VF Corporation ha acquisito la Timberland per 2,2 miliardi di dollari.
Nell'estate 2016 l'azienda ha ceduto 7 For All Mankind (acquistata nel 2007 dal suo fondatore Peter Coral) e l'intero polo di marchi Contemporary (costituito da Splendid e dal prêt-à-porter femminile Ella Moss al gruppo israeliano Delta Galil per 120 milioni di dollari. La cessione dei tre marchi, dovuta anche a un crollo della redditività nei jeans ad alta gamma, ha fruttato una cifra di gran lunga inferiore rispetto a quanto pagato complessivamente per acquisirli.
Nel 2016 il fatturato è stato di 12 miliardi di dollari (all'incirca 11 miliardi di euro) con una crescita di appena l'1% rispetto all'anno precedente ma con un utile ridotto di ben il 13% a quota un miliardo. All'inizio del 2017 è avvenuto un ricambio al vertice con Steve Rendle che ha preso il posto di Eric Wiseman. Tra i vari cambiamenti anche quello alla presidenza dell'area Europa-Middle East-Africa, dove Martino Scabbia Guerrini, laureato alla Cattolica di Milano, ha sostituito Karl Heinz Salzburger.
Nell'estate 2017 VF Corporation ha acquisito per 820 milioni di dollari la texana Williamson-Dickie, una società con 7 000 dipendenti e 300 milioni di dollari di fatturato. In questo modo VF è diventata leader mondiale nell'abbigliamento per il lavoro.
Nel 2018 è stato annunciato uno spin-off del settore dell'abbigliamento jeans e degli outlet in una nuova compagnia chiamata Kontoor. VF ha tenuto l'abbigliamento sportivo, le calzature e ha spostato la sede a Denver, Colorado. Kontoor è diventata una compagnia separata, con i marchi Lee, Wrangler, Rock & Republic e gli outlet con 17 000 dipendenti e la sede a che è rimasta a Greensboro, Carolina del Nord. Nello stesso anno il marchio Nautica è stato ceduto ad Authentic Brands Group.
Nel 2020 l'azienda annuncia l'acquisizione del marchio statunitense Supreme per 2,1 miliardi di dollari.

## I marchi
Attualmente l'azienda gestisce tredici marchi diversi, divisi in tre categorie: Outdoor, Active e Work.

### Marchi attuali

#### Outdoor & action sports
Tra parentesi è indicato l'anno di acquisizione
- JanSport (1986)
- Eastpak (2000)
- Napapijri (2004)
- Altra (2018)
- And 1 (1999)
- SmartWool (2011)
- Timberland (2011)
- The North Face (2000)
- Vans (2004)
- Icebreaker (2018)
- Kipling (2004)

#### Workwear
- Dickies (2020)

### Marchi dismessi
- Supreme (venduta a EssilorLuxottica nel 2024)
- Vanity Fair lingerie (venduta nel 2007 a Fruit of the Loom)

- 7 for All Mankind (venduta nel 2016 a Delta Galil Industries)
- Splendid (venduta nel 2016 a Delta Galil Industries)
- Ella Moss (venduta nel 2016 a Delta Galil Industries)
- Eagle Creek (venduta nel 2021)
- Majestic Athletic (venduta nel 2017 a Fanatics)
- Nautica (venduta nel 2018 a Authentic Brands Group)
- Bulwark Protective Apparel (venduta nel 2021 a Redwood Capital Investments, LLC; divenuta parte di Workwear Outfitters)
- Chef Designs (venduta nel 2021 a Redwood Capital Investments, LLC; divenuta parte di Workwear Outfitters)
- Horace Small (venduta nel 2021 a Redwood Capital Investments, LLC; divenuta parte di Workwear Outfitters)
- Kodiak (venduta nel 2021 a Redwood Capital Investments, LLC; divenuta parte di Workwear Outfitters)
- Liberty (venduta nel 2021 a Redwood Capital Investments, LLC; divenuta parte di Workwear Outfitters)
- Red Kap (venduta nel 2021 a Redwood Capital Investments, LLC; divenuta parte di Workwear Outfitters)
- Terra (venduta nel 2021 a Redwood Capital Investments, LLC; divenuta parte di Workwear Outfitters)
- VF Solutions (venduta nel 2021 a Redwood Capital Investments, LLC; divenuta parte di Workwear Outfitters e rinominata Image Authority)
- Walls (venduta nel 2021 a Redwood Capital Investments, LLC; divenuta parte di Workwear Outfitters)
- Work Authority (venduta nel 2021 a Redwood Capital Investments, LLC; divenuta parte di Workwear Outfitters)
- Workrite Fire Service (venduta nel 2021 a Redwood Capital Investments, LLC; divenuta parte di Workwear Outfitters)

## Controversie
Nel 2015 la Commissione tributaria regionale della Lombardia ha condannato la VF Corporation Europe (con sede in Belgio) al pagamento di oltre 750 000 euro per il mancato versamento di IRES e IRAP negli anni che vanno dal 2001 al 2009. Con le sanzioni e gli interessi di mora, il totale raggiunge i 2 milioni di euro. In primo grado la società aveva vinto la causa contro l'Agenzia delle Entrate.